# Mohammad Hachemi Rafsandjani
Mohammad Hachemi Rafsandjani (persan : محمد هاشمی رفسنجانی) est un homme politique iranien, membre du Conseil de discernement de l'intérêt supérieur du régime depuis 1997 et frère de l'ancien président Akbar Hachemi Rafsandjani.

## Biographie
Hachemi Rafsandjani est diplômé de l'université de Californie à Berkeley, où il obtient une licence en management[réf. nécessaire].
Ancien vice-ministre de l'agriculture et vice-premier ministre de la République islamique, c'est aussiun ancien membre du comité central et du conseil politique du parti des cadres de la construction.
Il est président, entre 1984 et 1994  de la radio-télévision de la République islamique d’Iran (ou IRIB pour Islamic Republic of Iran Broadcasting).
Entre 1993 et 2001, il est vice-président aux affaires exécutives dans le gouvernement de son frère Akbar Hachemi Rafsandjani, puis dans cela de Mohammad Khatami. Il devient membre du Conseil de discernement entre 1997 et 2012.
Après la mort de son frère en 2017, Mohammad Hachemi Rafsandjani, se lance dans la  campagne présidentielle de 2017. Néanmoins, sa candidature n'est pas approuvée par le conseil des Gardiens.